# Сасквоч, легенда о Бигфуте
«Сасквоч, легенда о Бигфуте» (англ. Sasquatch, the Legend of Bigfoot) — американский псевдодокументальный фильм 1976 года, снятый Эдом Рагоццино. Фильм рассказывает о группе исследователей, отправившихся на поиски бигфута. Фильм был выпущен компанией North American Film Productions на пике увлечения общественности рассказами и историями о наблюдениях бигфута.
Хотя действие фильма происходит в Британской Колумбии (Канада), съёмки проходили в Каскадных горах недалеко от города Бенд (штат Орегон). Фильм иногда сравнивают с другими псевдодокументальными фильмами о бигфуте той эпохи, такими как «Легенда Богги Крик» (1972) и «Легенда о Бигфуте» (1976).

## Сюжет
Диктор из вымышленной организации North American Wildlife Research, расположенной в штате Орегон, рассказывает об исторических свидетельствах существования бигфута, включая знаменитый фильм Паттерсона — Гимлина, а также сообщает о предстоящей экспедиции своей организации. Прогнав статистические данные через современные компьютеры, организация определила место на севере Британской Колумбии как наиболее вероятное для беспрепятственного обитания популяции бигфута. В надежде подтвердить существование этого существа и получить финансирование для дальнейших исследований феномена, была организована экспедиция.
Среди членов команды — Чак Эванс, руководитель экспедиции; Барни Снайп, повар; Джош Бигсби, опытный следопыт, который всю жизнь провёл в густых лесах; доктор Пол Маркхэм, авторитетный антрополог и специалист по поиску бигфута; Техка Блэкхок, проводник из числа коренных американцев, дающий ценные знания о том, на какие признаки следует обращать внимание при поиске бигфута; Боб Вернон, циничный нью-йоркский фотограф, который участвует в экспедиции только потому, что ему платит за съёмку газета, финансирующая экспедицию.
По ходу фильма рассказы о встречах с бигфутом предыдущих исследователей переплетаются с приключениями нынешней экспедиции и рассказываются в виде историй у костра. Среди сцен о которых рассказывают герои, есть столкновение шахтёров с группой бигфутов в Обезьяньем каньоне в 1924 году и встреча с Бигфутом первых исследователей-первопроходцев Баумана и Джессапа. Вначале экспедиция выглядит как обычный поход на природу, но по мере того, как команда преодолевает склон холма, экспедиция приобретает более зловещие черты. Когда сверху на них начинают падать камни, Техка вовремя останавливает группу, чтобы избежать травм, но причина обвала остается неизвестной. После этого инцидента команда чувствует, что за ними «кто-то или что-то» наблюдает, и все по очереди охраняют лагерь по ночам. В один из вечеров на спящих нападает медведь, но никто серьёзно не пострадал. На следующий вечер на лагерь снова нападают, но на этот раз сторож смог отпугнуть нападавшего выстрелами. На следующий день в окрестностях лагеря были обнаружены большие следы, и были задействованы поисковые собаки.
Приближаясь к намеченной цели, экспедиция обнаруживает высокие деревья, сломанные пополам на высоте выше человеческого роста. Техка рассказывает, что это знак, которым бигфут обозначает свою территорию, и войдя в долину, команда находит ещё больше следов и разбивает лагерь. Ночью их лагерь подвергается нападению бигфутов, но ближе к рассвету людям удаётся отогнать нападавших. При свете дня они находят множество больших следов вокруг лагеря и решают возвращаться домой.

## В ролях
- Джордж Лаурис — Чак Эванс
- Стив Боргадин — Хэнк Паршалл
- Джим Брэдфорд — Барни Снайп
- Кен Кензл — Джош Бигсби
- Уильям Эммонс — доктор Пол Маркхэм
- Джоэль Морелло — Техка Блэкхок
- Лу Салерни — Боб Вернон
- Гюстав Джонсон — (в титрах не указан)

## Производство
Фильм был снят в 1975 году недалеко от городов Бенд и Систерс в штате Орегон, при бюджете около 300 тысяч долларов. Продюсер фильма, Рональд Д. Олсон, был настоящим исследователем бигфута, основавшим в Юджине компанию North American Wildlife Research Company. Отец Олсона был основателем American National Enterprises, кинопроизводственной компании из Солт-Лейк-Сити, которая специализировалась на создании документальных фильмов о природе. Эд Рагоццино был популярным диктором рекламных роликов и режиссёром театральных постановок в региональных театрах Северо-Запада, за всю жизнь он снял единственный фильм — «Сасквоч, легенда о Бигфуте», Рогаццино умер в 2010 году.
Фильм начинается с кадров снятых Паттерсоном и Гимлином, на которых якобы был заснят бигфут. Кинематографистам пришлось самим, без применения какой либо поддержки, перетаскивать на мулах всё оборудование по горам и опасным проходам каньона. Животные были предоставлены Диком Робинсоном, который вместе с сопродюсером и монтажёром фильма Джоном Фабианом в дальнейшем работал над фильмом — «Жизнь и легенда Буффало Джонса» (англ. The Life and Legend of Buffalo Jones), снятым по сценарию Гризли Адамса. Сорежиссёром этого фильма также выступил сценарист «Сасквоча, легенды о Бигфуте» Джордж Лаурис, а саундтрек к нему содержит музыку, написанную Элом Кэппсом и Лейном Коделлом, которые написали музыку к «Сасквочу, легенде о Бигфуте». Фильм «Жизнь и легенда Буффало Джонса» в итоге вышел в прокат под названием «Буффало Райдер» (1978). Кэппс был музыкантом и продюсером который работал над малобюджетными фильмами: «Команда Шарки» (1981), «Гонки „Пушечное ядро“» (1981) и «Гонщик Строкер» (1983). Он также стал соавтором (вместе с Мэри Дин) песни «Half-Breed» для Шер, а также продюсером её альбома Half-Breed.
Саундтрек к фильму представляет собой сочетание спокойного фолка и кантри 1970-х годов с оркестровой музыкой. Пластинка с саундтреком фильма продавалась в вестибюлях кинотеатров. На этой, сейчас уже редкой коллекционной пластинке на стороне «А» записаны музыкальные дорожки, а на стороне «Б» звуки якобы издаваемые бигфутом.

## Релиз
Премьерный показ фильма состоялся 28 января 1976 года, в широкий прокат картина вышла 13 февраля 1976 года, дистребьютером выступила компания North American Film Enterprises Inc., которая обанкротилась после выхода этого фильма.
Продюсеры устроили необычную рекламную компанию. Фильм сначала показывали в одном регионе, запускалась недорогая теле- и радио реклама, сообщающая о его ограниченной доступности («Только два дня!»), а затем небольшое количество кинотеатральных копий переправлялось в следующий регион. Продюсеры лично арендовали залы кинотеатров под свой фильм, а не отправляли копии фильма владельцам кинотеатров, как это обычно было принято. Это позволяло продюсерам получать максимальную прибыль, а владельцам кинотеатров — гарантированный гонорар и процент от продажи билетов. Помимо того, что в фойе продавали различную рекламную продукцию, например пластинки с саундтреком фильма, продюсеры завлекали покупателей обещаниями о том, что вырученные средства пойдут на финансирование дальнейших экспедиций по поиску бигфута.
На DVD фильм в разное время издавался такими компаниями как RetroMedia, RetroFlix, Image Entertainment и VCI Home Video. В конце 2016 года компания Code Red выпустила на Blu-Ray ремастированную версию фильма с дополнительной шестиминутной вступительной частью. В неё вошла сцена, которая была в оригинальном кинотеатральном релизе, где за молодым коренным американцем гонится бигфут. Долгие годы эта сцена считалась утерянной.

## Критика
Автор Дэвид Коулмэн писал, что данный фильм примечателен тем, что в нём достигнуто «странное, но увлекательное тональное смешение». Он одновременно является и классическим семейным фильмом о природе, и псевдодокументальным фильмом в стиле Schick Sunn Classics International, компании специализирующейся на документальных фильмах о паранормальном. Хоть «Сасквоч, легенда о Бигфуте» и похож на основополагающий фильм данного жанра «Легенда Богги Крик» (1972), он существенно отличается от него благодаря приключенческому повествованию и напоминает рассказы жанра «человек против природы». Режиссёр Эд Рагоццино профессионально сшивает различные документальные съёмки, вымышленное повествование и элементы природного кино, создавая увлекательное зрелище. Агра актёров, по мнению Коулмэна, не вызывает «ощущения подлинности». Изюминкой фильма являются воссозданные встречи с бигфутом из исторических записей. Это заслуга не только режиссёра, который для усиления напряженности держит криптидов за кадром, но и композитора Эла Кэппса, чья жуткая «композиция с басовым звучанием, навеянная „Челюстями“, действительно усиливает ощущение ужаса в фильме». Коулмэн писал, что картина является обладателем «одного из самых эффектных саундтреков, когда-либо созданных для фильма о криптидах».
Рецензент с портала morbidlybeautiful.com 23 декабря 2020 года писал, что в наше время «охотой на бигфута в основном занимаются люди, которых большая часть общества может счесть сумасшедшими. Но в 70-е годы охота на бигфута стала предметом настоящих расследований серьёзных людей». И данный фильм как раз рассказывает о подобных исследователях, но в то же время рецензент отмечает, что самое правдоподобное, что есть в фильме, это то, что охотники «проводят много времени в лесу и вообще ничего не находят».